# Seriphidomyia pusilla
Seriphidomyia pusilla är en tvåvingeart som beskrevs av Fedotova 2005. Seriphidomyia pusilla ingår i släktet Seriphidomyia och familjen gallmyggor. Inga underarter finns listade i Catalogue of Life.